# Tallie Medel
Tallie Medel (Ketchikan, 10 maggio 1986) è un'attrice statunitense.

## Biografia
Nata in Alaska, si diploma alla Ketchikan High School, quindi si trasferisce a Boston per studiare recitazione e educazione teatrale presso l'Emerson College. Nel 2013 la sua interpretazione in The Unspeakable Act le vale un riconoscimento tra le "10 migliori protagoniste femminili dell'anno" secondo IndieWire. Nel 2016 approda a New York dove continua la sua scalata al successo, con pellicole quali The Arbalest e Fourteen. Seguono, negli anni, altri film, fino ad ottenere, nel 2022, una parte nel pluripremiato Everything Everywhere All at Once.

## Filmografia
- The Unspeakable Act, regia di Dan Sallitt (2012)
- Joy Kevin, regia di Caleb Johnson (2014)
- Uncertain Terms, regia di Nathan Silver (2014)
- Stinking Heaven, regia di Nathan Silver (2015)
- Valedictorian, regia di Matthew Yeager (2015)
- Abby Singer/Songwriter, regia di Onur Tukel (2015)
- Little Sister, regia di Zach Clark (2016)
- The Arbalest, regia di Adam Pinney (2016)
- Sylvio, regia di Albert Birney (2017)
- Notes on an Appearance, regia di Ricky D'Ambrose (2018)
- Jules of Light and Dark, regia di Daniel Laabs (2018)
- Fourteen, regia di Dan Sallitt (2019)
- The Carnivores, regia di Caleb Johnson (2020)
- Everything Everywhere All at Once, regia di Daniel Kwan e Daniel Scheinert (2022)